# Deuxième Saguenay

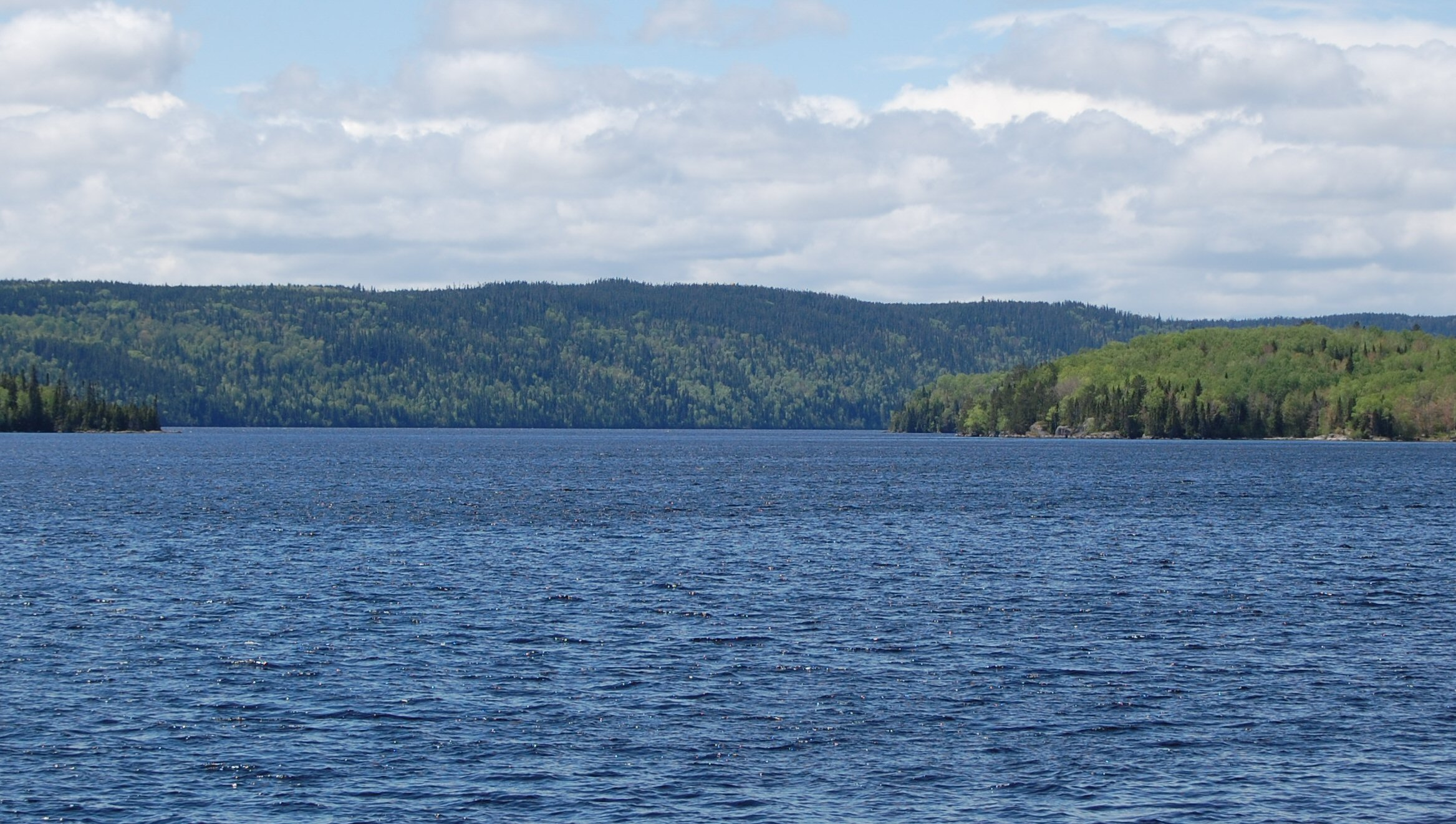
Le Lac Kénogami, passage hypothétique du deuxième Saguenay

L'hypothèse du Deuxième Saguenay est une théorie formulée en 1885 par le géologue Joseph-Clovis-Kemner Laflamme qui évoquait la possibilité de l'existence d'un second déversoir du Lac Saint-Jean (Québec) dans l'axe Lac Kénogami - Baie des Ha! Ha! durant la dernière période post-glaciaire. Le canal aurait été obstrué par la suite, remplacé par l'actuelle rivière Saguenay.

## Hypothèse
« L'alignement Lac Kénogami - Baie des Ha! Ha! (Saguenay–Lac-Saint-Jean) au pied de la faille Sud a suggéré l'idée qu'il aurait pu exister un deuxième déversoir du Lac Saint-Jean à cet endroit. Selon Blanchard, pendant la période Champlain-Laflamme, le site du Lac Kénogami était un détroit maritime entre le fjord et le Lac Saint-Jean. Il y avait deux rainures glaciaires aussi importantes l'une que l'autre : une rainure Nord, étroite et profonde (l'actuel Saguenay, rivière et estuaire); un rainure Sud évasée et plus alluvionnante (l'actuel Lac Kénogami) qui se serait comblée rapidement. »

## Fondements de la théorie de Laflamme
Le géologue J.-C.-K. Laflamme fonde sa théorie sur deux faits observés:
- La conservation des deux profonds tronçons Kénogami et Baie des Ha! Ha! (Saguenay–Lac-Saint-Jean) qui se continuent l'un et l'autre.
- L'allure désordonnée de la rivière Saguenay dans les deux décharges, bondissant en rapides de rocs en rocs.